# Celotex

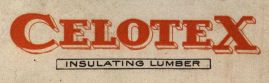
Logo Celotex Corporation en 1923

Celotex Corporation est un ancien fabricant américain de matériaux d'isolation et de construction,. Celotex est aussi le nom de plusieurs de ses matériau phare: Celotex un panneau aggloméré à base de bagasse de canne à sucre et Celotex-Cemesto un panneau composite alliant le Celolex à des panneaux d'amiante-ciment. Un type de maison préfabriquée utilisant ce matériau a été appelé Cemestos.
Il a fait l'objet d'un certain nombre de poursuites judiciaires très médiatisées concernant des produits contenant de l'amiante dans les années 1980, entraînant finalement sa faillite au titre du chapitre 11 de la loi sur les faillites des États-Unis en 1990.

## Celotex Company
La société a été fondée en 1920 à Chicago, dans l'Illinois, en tant que filiale de Philip Carey Corporation, pour fabriquer son produit homonyme, le panneau isolant Celotex, simplement Celotex (Philip Carey Manufacturing Company a été constituée à Cincinnati, Ohio, en 1888 pour fabriquer et distribuer des produits contenant de l'amiante; Philip Carey, en 1918, avait incorporé Quebec Asbestos Corporation qui exploite une mine d'amiante à East Broughton Station au Québec). Celotex est un panneau de fibres fabriqué à partir de bagasse (déchets de canne à sucre après que le sucre a été extrait et raffiné), d'abord produit dans une usine de Marrero, en Louisiane, à l'extérieur de la Nouvelle-Orléans. La Celotex Corporation a ensuite fabriqué de nombreux produits contenant de l'amiante tels que des matériaux de toiture et de construction.
D'abord Celotex Company, la société a été mise sous séquestre en 1932, et a refait surface en 1935 sous le nom de Celotex Corporation.

## Celotex Corporation
En 1932, Celotex Corporation est devenue une société indépendante. En 1961, Jim Walter Corporation (en), une entreprise de construction de maisons, acquit Celotex, déplaçant le siège social à Tampa, en Floride en 1965. Celotex a de nouveau déménagé à Saint-Pétersbourg, en Floride, en 2001.
Celotex Corporation, qui a créé l'industrie des panneaux de fibres dès 1920 et fabriquait en 1950 plus de 2 millions de pieds carrés. par jour. L'usine compagne du New Jersey, aux États-Unis, recevait le produit ordinaire de l'usine en Louisiane et appliquait finitions conformes aux exigences du marché,.
Le panneau Celotex Cemesto, largement utilisé pour la construction permanente rapidement érigée utilisait deux panneaux d'amiante-ciment collés de part et d'autre d'un panneau isolant en fibre de bagasse assemblés au moyen d'un adhésif spécial,.
La société anglaise Celotex Ltd. associée, utilise des balles de bagasse importées pour la fabrication des mêmes panneaux isolants. Deux autres grandes usines sont situées près de Hilo, île d'Hawaï, et à Sydney, Australie. Les produits, de type similaire à ceux fabriqués par Celotex, sont respectivement connus sous les noms de Canec et Canite,.

## Fiducie de règlement amiante Celotex
Celotex émergea au chapitre 11 en 1996. Un fiducie de règlement d'un montant de 1,2 milliard de dollars fut créée en 1998 pour régler les réclamations découlant de produits contenant de l'amiante fabriqués à la fois par Celotex et Philip Carey. L'activité de panneaux muraux a été vendue à BPB plc, son activité de produits de toiture à CertainTeed (en) en 2000, sa division de produits en panneaux de fibres avec la marque Celotex à Knight Industries LLC en 2001, et sa division d'isolation en mousse rigide à Dow Chemical Company en 2001.
En 2012, Saint-Gobain a acquis les intérêts industriels britanniques de Celotex. En 2017, un incendie catastrophique à la Grenfell Tower, à Londres, a été imputé au revêtement extérieur fabriqué par Celotex-Saint-Gobain.

## Produits phares

### Le Celotex
Le Celotex est mentionné dans le Encyclopédie française, Arts et littératures dans la société contemporaine, de 1935.

« Les agglomérés à la presse. − Ils se font sans autre liant que celui contenu dans le corps, au moyen de la presse. Si l'on chauffe des lièges granulés jusqu'à ce que la résine ou subérine contenue dans chaque grain vienne à la surface, un coup de presse suffit à coller tous les grains entre eux et à en faire un produit très homogène qui se livre en plaques d'épaisseurs variées (0,01 cm à 0,10 cm). C'est un matériau remarquablement isolant et résistant. Ces plaques peuvent être placées sous les massifs qui supportent les machines et au besoin immergées. Elles servent d'isolants thermiques et phoniques. Le linoleum est un aggloméré de liège. Toutes sortes de fibres peuvent être agglomérées par pression. Les résidus fibreux de la canne à sucre dits « bagasse », agglomérés à la presse, nous ont donné le celotex. Il sert à faire des plafonds, des lambris, des cloisons; il est isolant et brûle mal. »

Celotex company au nom de Treadway B.Munroe, a introduit différents brevets dès 1927, sur des procédés ayant trait à la production de fibres pour panneaux muraux ; et pour des produits de panneaux muraux de revêtement intermédiaire fabriqués à partir de fibres de canne à sucre: la bagasse est cuite suffisamment pour détacher les couches extérieures encroûtantes et le matériau cimentaire mais de manière insuffisante pour détruire les caractéristiques naturelles des fibres. Les fibres après cuisson et lavage sont formées en une feuille d'environ un demi-pouce d'épaisseur qui est ensuite séchée et coupée en unités de longueurs et de largeurs appropriées pour une manipulation commode lors du transport et de l'utilisation commerciale: les dimensions sont exprimées en multiples de l'espacement standard des éléments de charpente dans la construction de bâtiments. Le panneau mural a une valeur d'isolation thermique et est capable d'absorber la dilatation et la contraction de la structure. Des clous de 35 assurent un contact étroit entre le panneau mural et les éléments d'ossatures de sorte que pratiquement aucun passage de chaleur ne se produit au niveau de joints verticaux qui sont à recouvrement. Une finition en plâtre ou une autre finition décorative est appliquée sur le panneau.
Un brevet de 1930 décrit un panneau composite isolant et structurel, comprenant essentiellement une partie de revêtement dure et incombustible telle que l'amiante-ciment et une partie de corps en matériau isolant fabriqués à partir de canne à sucre, de bois et d'autres matériaux similaires.
En 1932, Celotex Company a intenté un procès à Masonite Corporation pour la description ambiguë de son brevet pour Masonite, qui aurait pu recouvrir le brevet du Celotex.

### Le Cemesto
Le Cemesto a été introduit par la Celotex Corporation dès 1937. Le Cemesto ou Celotex-cemesto était un matériau de construction composite robuste, léger, étanche et résistant au feu, composé d'un noyau de panneau isolant en fibre de canne à sucre (bagasse) recouvert des deux côtés de panneau d'amiante-ciment . Son nom est un mot-valise combinant "cem" de "ciment" et "esto" de "amiante". Un type de maison préfabriquée utilisant ce matériau a été appelé Cemestos.